# Чешки национални препород
Чешки национални препород је био културни покрет који се одвијао у Чешкој током 18. и 19. века. Сврха овог покрета била је оживљавање чешког језика, културе и националног идентитета. Најистакнутије личности покрета препорода били су Јозеф Добровски и Јозеф Јунгман.

## Позадина
После битке на Белој гори 1620. године, Чешка земља је доживела политику германизације коју су предводили хабзбуршки цареви.
Угњетавање је било повезано и са религијом – до 95% становника Чешке били су протестанти (види Хусити) када су Хабзбурговци преузели власт. Иако су Хабзбурговци обећали слободу вероисповести, они су започели жестоке активности против реформације и рекатоличења због којих је већина чешке елите побегла из земље. За ово насилно рекатоличење се претпоставља да је један од разлога за данашњи распрострањени чешки атеизам.
Током два наредна века чешки језик је био мање-више искорењен из државне управе, књижевности, школа, Карловог универзитета и међу вишим слојевима. Велики број књига написаних на чешком језику спаљен је из конфесионалних разлога – на пример, само језуит Антонин Конијаш заслужан је за спаљивање чак 30.000 књига на чешком језику.  Постепено, чешки се свео на средство комуникације између сељака, који су често били неписмени. Стога је Препород тражио инспирацију међу обичним Чесима који су живели на селу.

## Прекретнице
Јозеф Добровски објавио је своју књигу чешке граматике 1809. године. Вацлав Ханка је 1817. године тврдио да је открио средњовековне Рукописе Двора Кралове и Зелене Горе, за које је деценијама касније доказано да су Ханкини и Линдини фалсификати.
Јозеф Јунгман је објавио петотомни чешко-немачки речник 1834–1839. То је било велико лексикографско дело, које је имало велики образовни утицај на чешки језик. Јунгман је користио речник из периода Библије из Кралице (1579–1613) и језика који су користили његови савременици. Он је из других словенских језика позајмио речи којих нема у чешком језику или створио неологизме.  Он је такође инспирисао развој чешке научне терминологије, чиме је омогућио развој оригиналних чешких истраживања.
Ово дело објавила је Матица чешка,  институција коју је 1831. основао Франтишек Палацки као огранак Народног музеја. Матица је постала значајна институција, јер је у то време била један од ретких путева преко којих су се радови на чешком језику могли објављивати. Године 1832. преузео је издавање часописа Бохемијског музеја. Овај часопис је био важан јер је представљао форум за чешку интелигенцију да објављује своје идеје на свом језику, за разлику од часописа Краљевске чешке академије наука који је излазио на немачком.
Са ренесансом језика, чешка култура је доживела процват. Чешке институције су основане да прослављају чешку историју и културу. Народно позориште је отворено 1883. године, а Народни музеј 1818. године.

## Књижевност препорода
На почетку препорода писани радови су се више фокусирали на развој језика и културе. Уметнички радови постали су чешћи у каснијој фази препорода и у том периоду су се појавила нека од кључних дела чешке књижевности.
Вероватно као последица доминације немачког говорног становништва у урбаном друштву на почетку века, чешки писци тог периода често су тражили инспирацију у селу. На сличан начин као што су браћа Грим бележила немачки фолклор, Карел Јаромир Ербен је написао Prostonárodní české písně a říkadla (Чешке народне песме и песмице) које су спојиле различите народне приче.  На село се гледало као на праву Бохемију, где су чешки фолклор и традиција преживели далеко од страних утицаја градова. То се може видети у делу Божене Њемцове, чији роман Бака истражује живот у руралном источночешком селу. 

## Резултати
Чешки је постао језик елите, књижевности, а након стварања Чехословачке и интерни језик бирократије. Данас чешки служи као службени језик Чешке Републике; међутим, због поштовања препородитеља према застарелом језику Краличке Библије, коју су користили као узор за своју граматику и речнике, појавио се јаз између свакодневног, говорног језика и наученог књижевног језика,  који у мањој мери још увек постоји.
- Споменик Јозефу Јунгману у Прагу
- Франтишек Ладислав Челаковски (1799–1852)
- Франтишек Палацки (1798–1876)
- Јунска револуција у Прагу (1848)

### Институције које је створио Препород
- Чешки национални музеј
- Народно позориште у Прагу
- Матица чешка